# Strike Commander
Strike Commander est un jeu vidéo de simulation de combat aérien développé par Origin Systems et publié par Electronic Arts sur IBM PC en 1993. Le jeu se déroule en 2011 dans un futur hypothétique. Après la guerre en Irak de 1994, les États du Moyen-Orient ont arrêté les exportations de pétrole vers les États-Unis, provoquant la banqueroute du pays et la chute de l'union. Pour pallier l’absence du gouvernement fédéral, les multinationales mettent sur pied leurs propres forces militaires pour protéger leurs actifs et lutter contre leurs concurrents. Le joueur incarne un pilote de F-16 appartenant à un groupe de mercenaires. Il commence le jeu comme simple apprenti et monte en grade au fur et à mesure des missions jusqu'à s'imposer comme le nouveau leader de son escadron,,,.

## Accueil
| Strike Commander |      |       |
| Média            | Nat. | Notes |
| Gen4             | FR   | 98 %  |
| Joystick         | FR   | 90 %  |